# Luigi Ferri (deportato)
Luigi Ferri (Milano, 9 novembre 1932 – Roma, 12 febbraio 2024) è stato un superstite dell'Olocausto italiano deportato nel campo di concentramento di Auschwitz.
Arrestato nel giugno 1944 a 11 anni, è stato uno dei pochi bambini sopravvissuti nel campo fino alla Liberazione grazie all'aiuto offertogli dal medico ebreo-austriaco Otto Wolken. È stato anche uno dei primi testimoni nell'aprile 1945 a parlare dell'esistenza delle camere a gas a Birkenau, in una deposizione ufficiale di fronte ad uno dei primi tribunali internazionali d'inchiesta.

## Biografia
Luigi Ferri nasce a Milano da una famiglia mista ebraico-cattolica. Sia il padre ebreo (Giulio Ferri) sia la madre cattolica (Lina Koppe) provengono da Fiume. Rimasto orfano di padre dopo soli pochi anni, trascorre l'infanzia a Fiume con la nonna, trasferendosi solo dopo il 1941 a Roma con la madre. La sua vita non è colpita dalle leggi razziali fasciste del 1938, risultando egli ufficialmente "ariano" (in quanto figlio di matrimonio misto e battezzato). Nella primavera-estate 1944 si trova però nuovamente a Fiume dalla nonna ebrea per sfuggire ai bombardamenti di Roma. I due vengono catturati nel giugno 1944 in una retata di poliziotti italiani a Trieste e condotti alla Risiera di San Sabba. Risultando "ariano" per la legge italiana Luigi non era tra i ricercati, ma non può rientrare dalla madre a Roma (che è stata nel frattempo già liberata dagli Alleati). Insiste così nel voler restare assieme alla nonna. Una volta consegnato ai tedeschi, il suo destino è segnato. A differenza delle leggi razziali fasciste, il fatto che Luigi fosse e si professasse un cattolico battezzato non significa molto agli occhi della legislazione razzista nazista per la quale egli non è "ariano" ma avendo due nonni (e il padre) ebrei è un Mischling di primo grado e quindi legalmente soggetto a deportazione.
A fine giugno nonna e nipote sono inclusi in un trasporto diretto al campo di concentramento di Auschwitz, in cui giungono il 1 luglio 1944. Il giorno successivo al loro arrivo a Birkenau Luigi è definitivamente separato dalla nonna (destinata alla morte nelle camere a gas). Si ritrova così solo e sperduto nel settore maschile di quarantena (B-II-a) senza che le autorità del campo sappiano bene cosa fare di quel bambino che si dice "ariano" e capitatovi quasi per caso. Alla fine il medico delle SS Heinz Thilo, al quale il bambino conoscendo il tedesco si era ingenuamente rivolto per aiuto, ordina che anch'egli debba essere mandato alle camere a gas. La presenza di Luigi però è stata notata per sua fortuna dal dott. Otto Wolken, un medico ebreo austriaco che da prigioniero lavora nell'infermeria del settore quarantena. Luigi si trova così al centro di uno dei più significativi episodi di solidarietà all'interno del campo. Con la complicità di altri detenuti, Wolken riesce a tenere nascosto Luigi per alcune settimane all'interno di alcune baracche, finché nell'agosto 1944 il bambino è clandestinamente fatto passare come nuovo arrivato di un trasporto da Rodi ed immatricolato con il numero B-7525.
La sopravvivenza di bambini al di sotto dei 14 anni è sempre legata ad Auschwitz-Birkenau a circostanze e condizioni del tutto eccezionali. Nel caso di Luigi, Otto Wolken riesce ad ottenere che egli sia a lui assegnato come suo portaordini, funzione che il bambino continuerà a svolgere anche quando entrambi saranno trasferiti nel novembre 1944 all'ospedale principale di Birkenau (B-II-f).
Arianna Szörényi, un'altra bambina triestina sopravvissuta, che lo ha già conosciuto alla Risiera di San Sabba, conferma come "Luigino" svolgesse questo ruolo al campo e racconta di come una volta egli utilizzasse la relativa libertà di movimento che il suo incarico comportava, per far giungere un messaggio della bambina alla mamma che lavorava in un altro settore del campo. Di "Luigino" e di Otto Wolken all'ospedale di Birkenau parla estesamente anche Bruno Piazza nelle sue memorie da Auschwitz, affermando che "questo giovane italiano, intelligente e svelto, divenne mio amico ... era l'unico sorriso, fra quei visi ghignanti ... Quando gli capitava l'occasione, mi portava qualche supplemento di zuppa ... Ma veramente prezioso egli mi era soprattutto come informatore".
Nel gennaio 1945 Otto Wolken e Luigi Ferri riescono miracolosamente a sopravvivere durante i giorni della liquidazione del campo, nascondendosi in più occasioni per evitare di essere inseriti nelle marce della morte che partono dal campo e per sfuggire agli ultimi rastrellamenti delle SS. È con Primo Levi, Remo Jona, Bruno Piazza, Corrado Saralvo e le piccole Andra e Tatiana Bucci tra i pochi prigionieri italiani presenti a Auschwitz al momento della liberazione, il 27 gennaio 1945. Il suo nome compare nell'elenco delle poche centinaia di bambini che i russi trovano tra i sopravvissuti. Dei 776 bambini italiani di età inferiore ai 14 anni deportati a Auschwitz, Luigi è tra i soli 25 rimasti in vita. Luigi è ben riconoscibile assieme al dott. Wolken anche nel filmato che documenta l'evacuazione del campo di Birkenau nel febbraio 1945. 
Il 21-23 aprile 1945, alcune fotografie ritraggono Luigi Ferri mentre testimonia davanti alla "Commissione per l'Indagine sui crimini tedesco-hitleriani ad Auschwitz", una delle prime commissioni internazionali d'inchiesta sui crimini di guerra. In una foto egli mostra il numero tatuato sul suo braccio, in un'altra appare sorridente accanto al dott. Otto Wolken. Di "un dottore austriaco che ha trascorso sette anni nei campi di concentramento" e di "un bambino italiano la cui nonna ebrea è stata una delle vittime" parla anche il Decano di Canterbury, Hewlett Johnson nella sua autobiografia ricordando la sua visita ad Auschwitz il 29 maggio 1945.
Quella di Luigi Ferri è in assoluto la prima testimonianza scritta resa da un deportato ebreo italiano nei campi di sterminio nazisti. Sette furono i deportati ebrei autori di racconti autobiografici pubblicati in Italia nei primi anni del dopoguerra: Lazzaro Levi alla fine del 1945, Giuliana Fiorentino Tedeschi, Alba Valech Capozzi, Frida Misul e Luciana Nissim Momigliano nel 1946, e infine nel 1947 Primo Levi e Liana Millu. Ad essi vanno aggiunti, oltre a Luigi Ferri, anche Sofia Schafranov, la cui testimonianza è raccolta nel 1945 in un libro-intervista di Alberto Cavaliere, e Bruno Piazza, il cui memoriale, scritto negli stessi anni, sarà però pubblicato solo nel 1956..
Alla Commissione d'inchiesta Luigi Ferri offre una lucida e dettagliata deposizione sulle atrocità cui egli ha assistito a Birkenau, dalle selezioni alle camere a gas. Come affermato da Liliana Picciotto: "Si tratta di una delle prime testimonianze in assoluto, che descrivono il procedimento della 'doccia' e dell'immatricolazione, del tatuaggio del numero sul braccio, il ruolo dei medici SS e quello dei medici prigionieri all'interno del campo, più in generale, la disciplina, le vessazioni, insomma la sopravvivenza e la morte ad Auschwitz-Birkenau"
La pubblicazione ufficiale dello "Auschwitz-Birkenau State Museum" (Auschwitz, 1940-1945, 5 voll., ed. inglese, Auschwitz 2000) dedica ampio spazio all'esperienza di Luigi Ferri, alla sua biografia (4:56-57) e alla sua deposizione (passim), facendone l'unico deportato italiano (oltre a Primo Levi) alla cui testimonianza si faccia frequente riferimento.
Luigi Ferri però risulta irreperibile e la sua voce non è potuta essere inclusa nel progetto di raccolta dei "racconti di chi è sopravvissuto", una ricerca condotta tra il 1995 e il 2009 da Marcello Pezzetti per conto del Centro di Documentazione Ebraica Contemporanea che ha portato alla raccolta delle testimonianze di quasi tutti i sopravvissuti italiani dai campi di concentramento in quel periodo ancora viventi. Il CDEC ha però curato e reso disponibile la traduzione italiana della sua deposizione, la quale resta un documento unico e eccezionale sulla vita ad Auschwitz-Birkenau, redatto da un bambino sopravvissuto non a distanza di anni ma di soli pochi mesi dagli eventi narrati.
Secondo Bruno Maida che nel 2013 ne ha studiata la vicenda, di Luigi Ferri si perdono le tracce nel dopoguerra: di lui "non sappiamo più nulla … non conosciamo qual è stato il suo dopoguerra, se oggi è ancora vivo … , se ha voglia di raccontare la sua infanzia e la sua deportazione, oppure se ha chiuso in altri modi i conti con il suo passato di sofferenza".
Il caso di Luigi Ferri è riaperto nel 2018 da un articolo di Gabriele Boccaccini, che sulla base di materiali inediti ricostruisce in dettaglio la biografia di lui e della sua famiglia, rivelando anche come Luigi Ferri partecipi, il 14 aprile 1967, ad una visita ufficiale ad Auschwitz per celebrare il ventennale della liberazione. La sua presenza viene documentata, sia dalla stampa polacca che da quella tedesca (Luigi concede una lunga intervista al Freie Welt). Nelle foto riportate dalla stampa, Luigi è in compagnia del Dottor Wolken. Secondo Boccaccini, la visita di Ferri ad Auschwitz vent'anni dopo la liberazione, e le interviste concesse alla stampa presente sul luogo, dimostrano la sua volontà di non tagliare completamente i ponti con il passato. 
Nel 2022, a quasi novant'anni di età, Luigi Ferri rompe il suo silenzio in un libro-intervista di Frediano Sessi, che permette ora di ascoltare da lui direttamente i particolari della sua esperienza ad Auschwitz.